# Glastonbury
Glastonbury är en ort och civil parish i grevskapet Somerset i sydvästra England. Orten ligger cirka 35 kilometer söder om Bristol. Den ligger på en torr del av Somerset Levels, ett sankt område som ofta är översvämmat. Tätorten (built-up area) hade 8 471 invånare vid folkräkningen år 2011.
Glastonbury är känt för Glastonbury Abbey, som vid upprättandet av Doomsday Book strax efter den normandiska erövringen 1066 var landets rikaste kloster. Här finns också kullen Glastonbury Tor, och Glastonbury är i sägnerna förknippade med Avalon och legenden om kung Artur. Idag är platsen ett slags religiöst turistcenter för både kristendom och förkristna religioner.
Orten är även starkt förknippad med Glastonburyfestivalen.

## Vänorter
Glastonbury har följande vänorter:
- Lalibela, Etiopien
- Patmos, Grekland